# Turbonilla varicifera
Turbonilla varicifera is een slakkensoort uit de familie van de Pyramidellidae. De wetenschappelijke naam van de soort is voor het eerst geldig gepubliceerd in 1898 door Tate.